# Merikaarto
Merikaarto est un quartier du district de Vähäkyrö à Vaasa en Finlande.

## Présentation
Merikaarto est un village dont les habitations sont bâties le long du Kyrönjoki. 
Le village compte 1382 habitants (2015). 
La plupart des villageois travaillent à Vaasa, dont la proximité contribue au dynamisme et au développement du village.
Le manoir de Kolkki est l'un des sites culturels construits d'intérêt national en Finlande.
Merikaarto a une école et une bibliothèque ainsi que trois terrains de jeux.

## Galerie

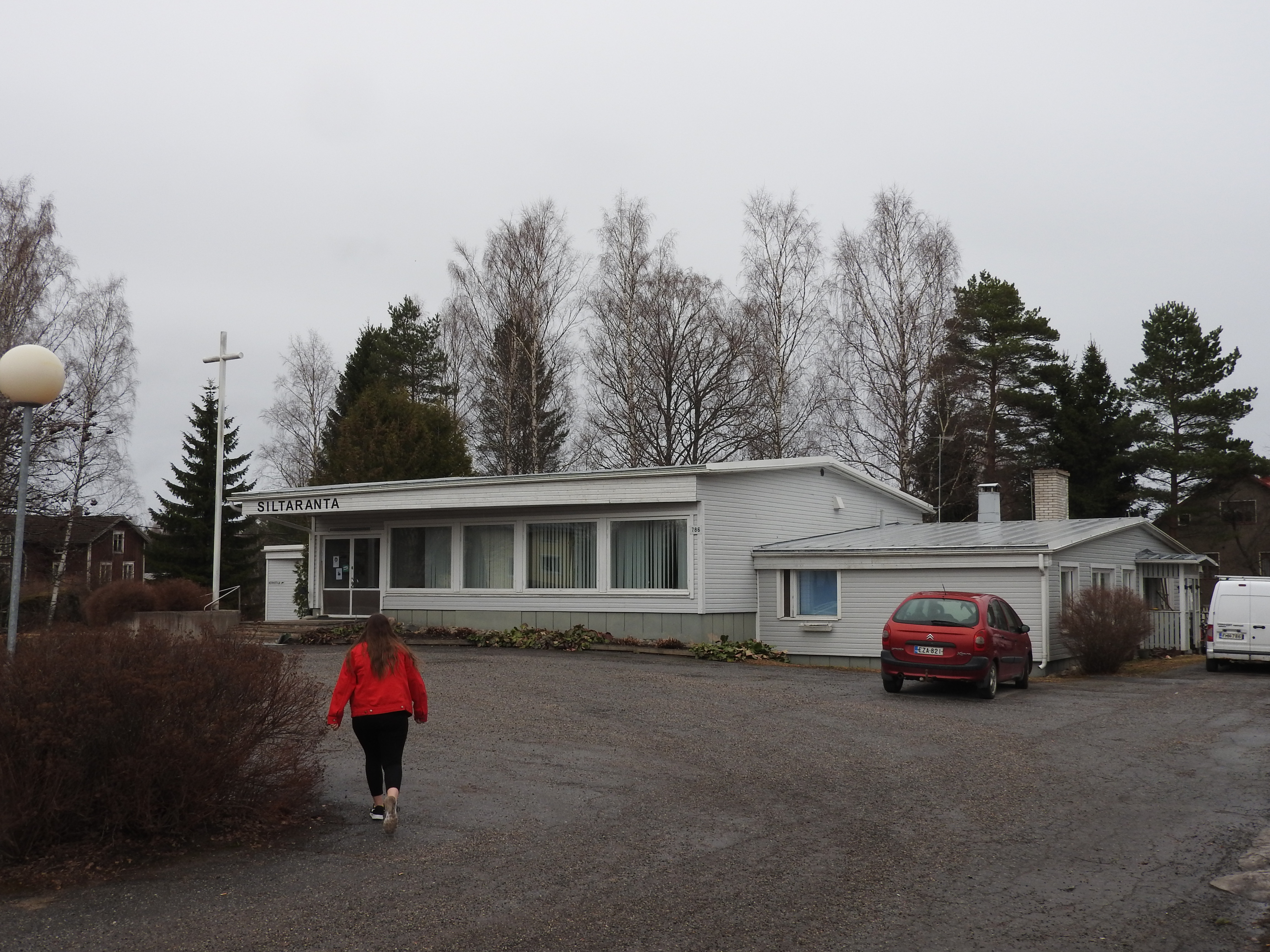
Maison paroisiale Siltaranta.
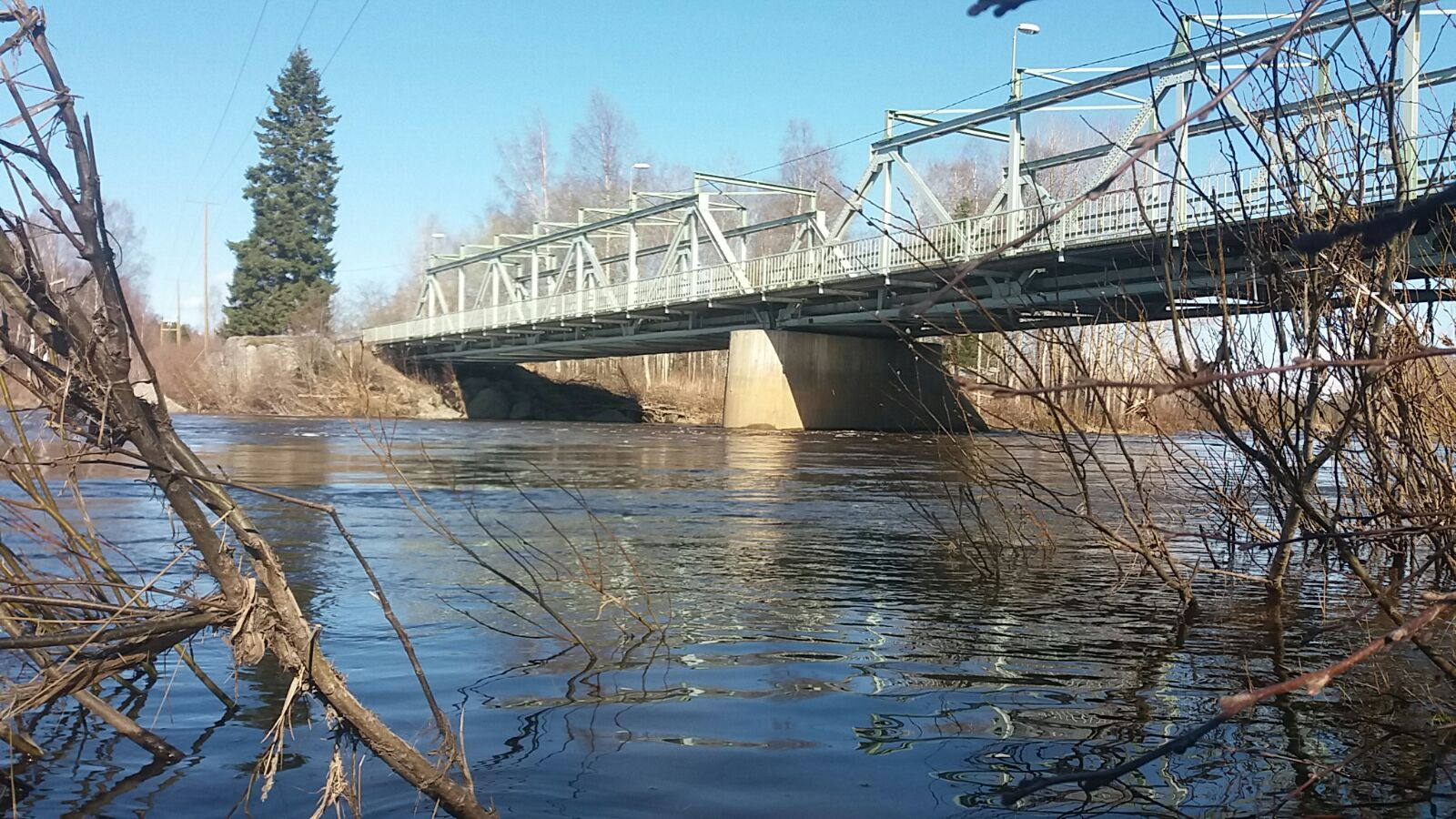
Pont de Kolkki.
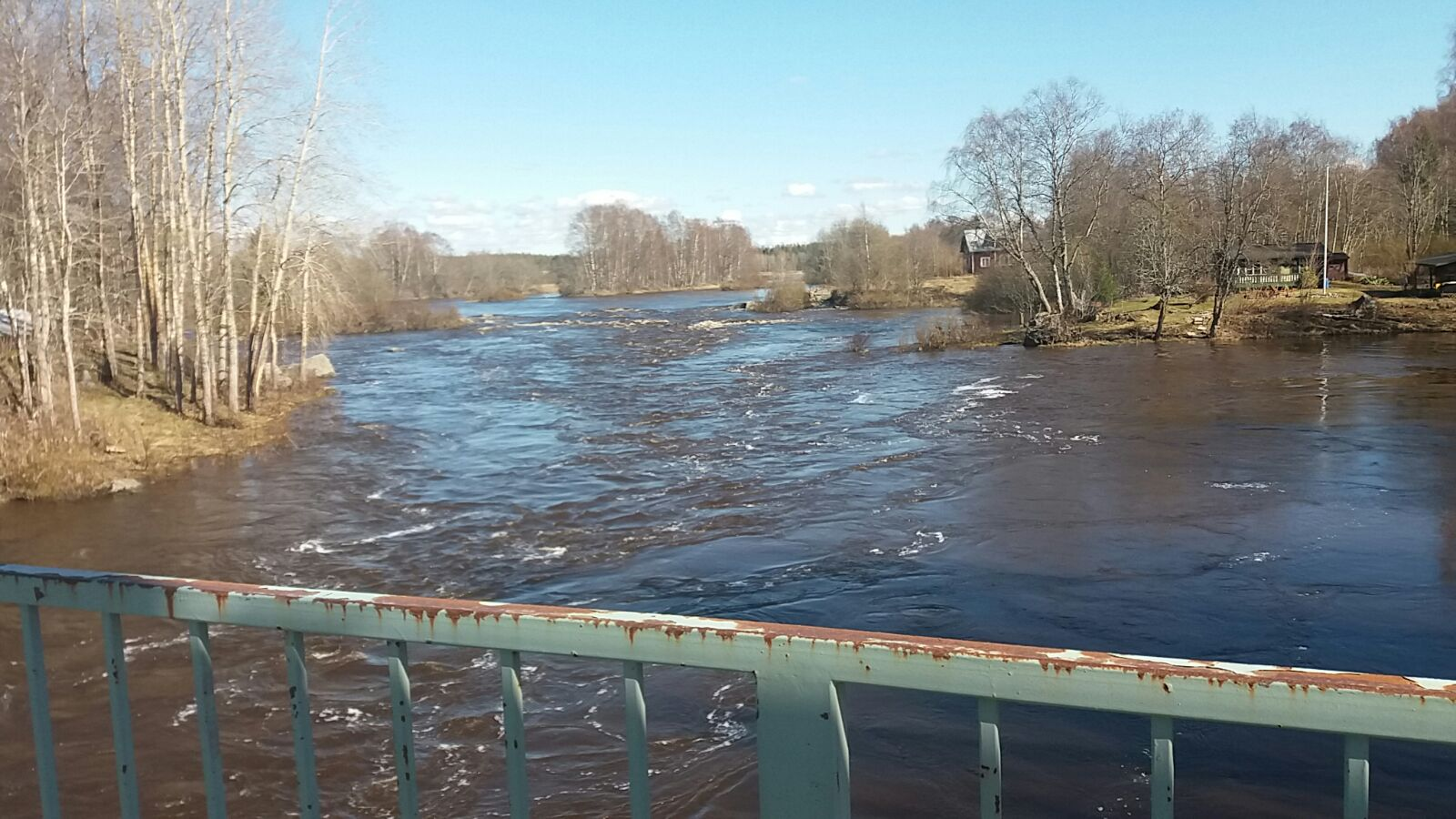
Rapides de Kolkki.